# Church of God with Signs Following

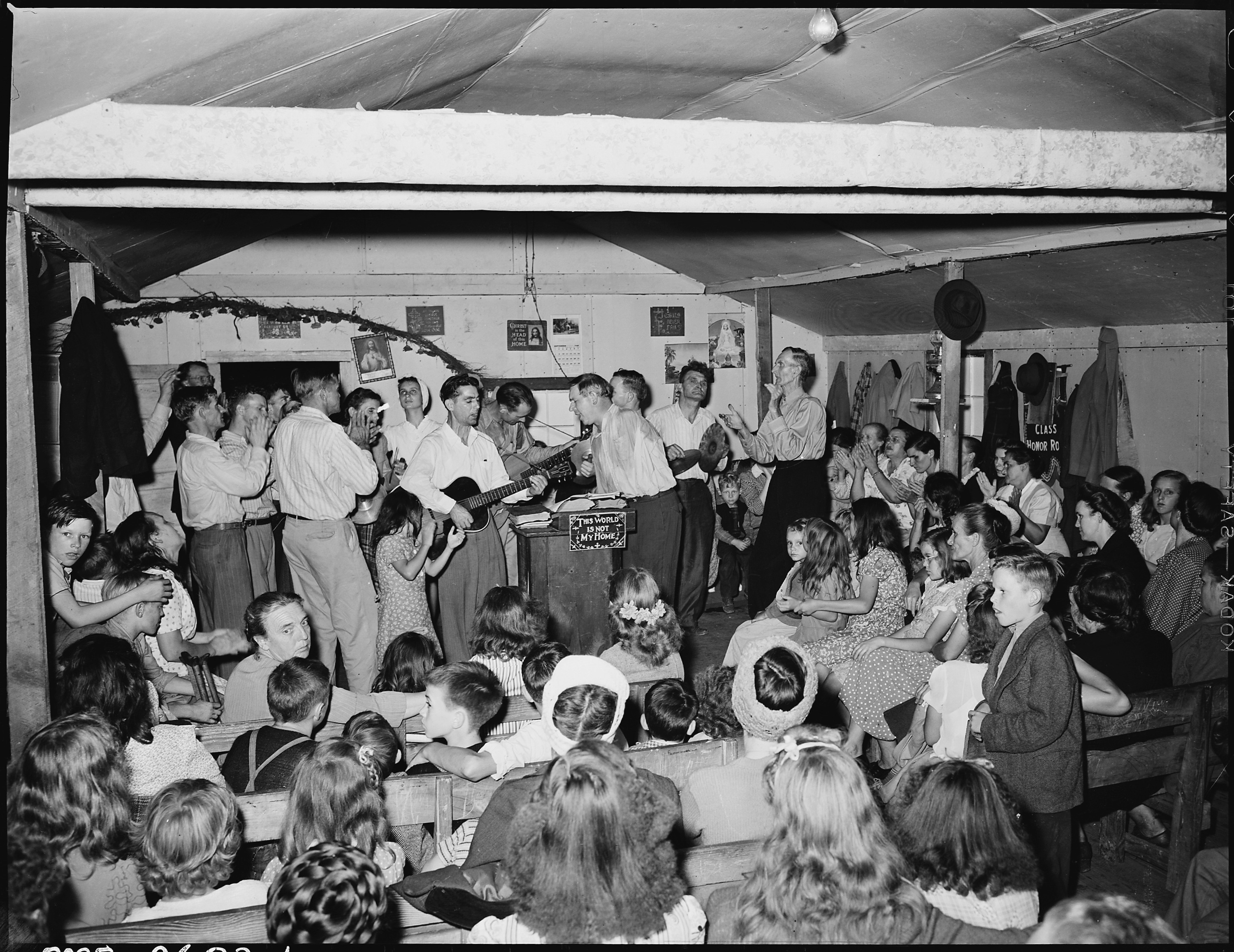
Sonntagsgottesdienst in der Church of God with Signs Following, Lejunior, Kentucky (1946)

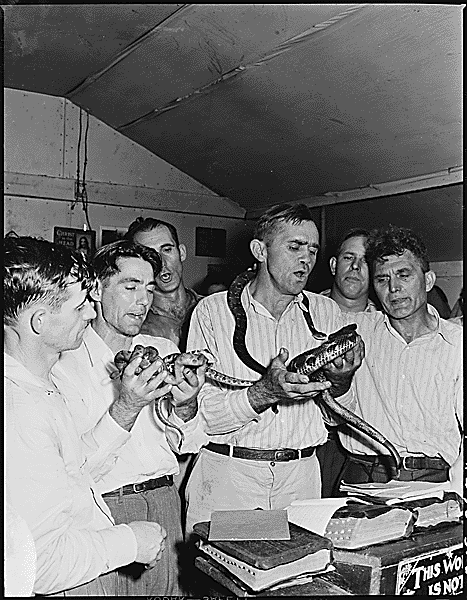
Snake Handling

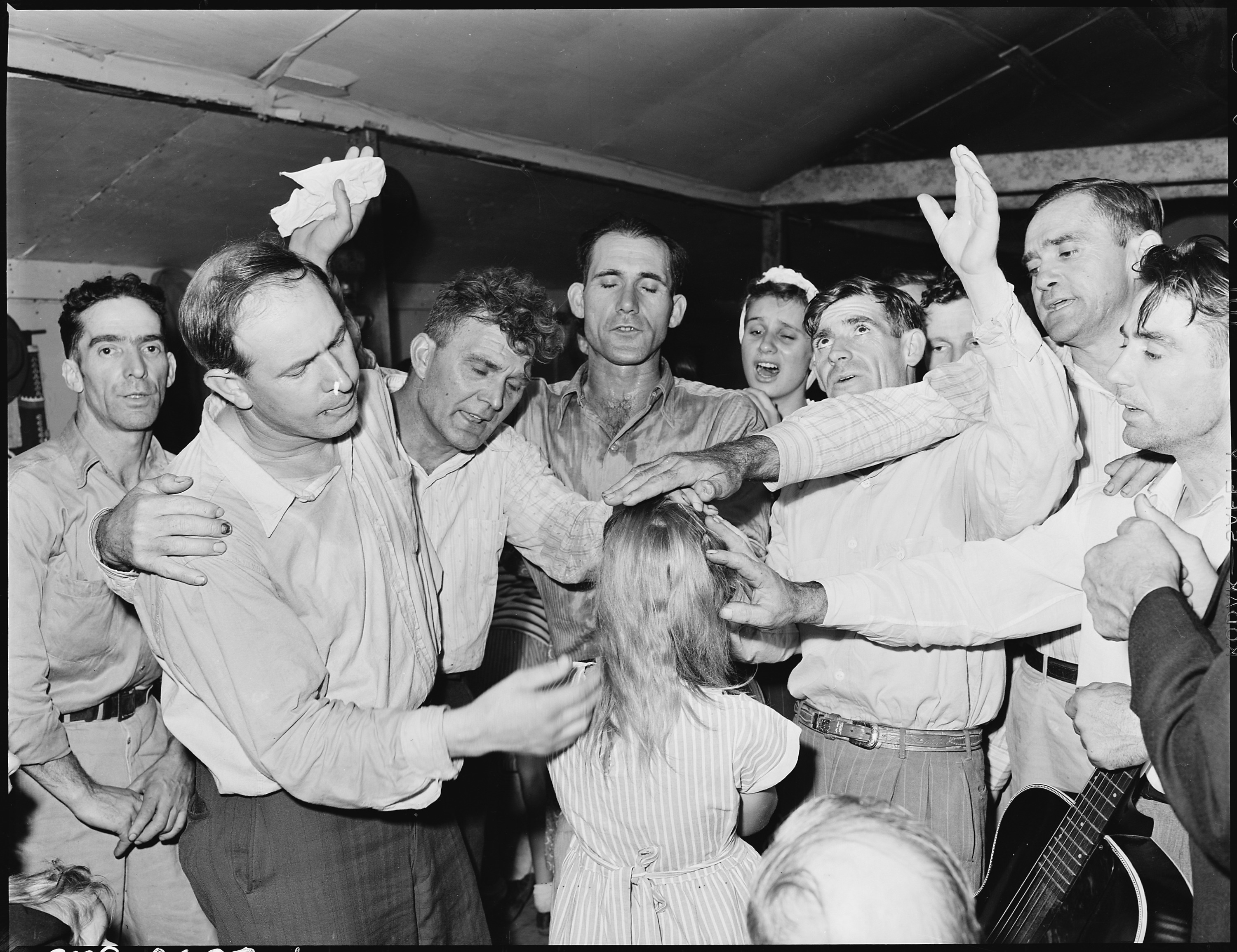
Heilung durch Handauflegung

Die Church of God with Signs Following ist eine im 20. Jahrhundert gegründete US-amerikanische Pfingstkirche. Der Name ist von der Bibelstelle Mk 16,20  her zu verstehen: Kirche Gottes, die durch die Zeichen, die sich hier ereignen, beglaubigt ist. Die „Zeichen“ sind in Mk 16,17–18  genannt, einer Bibelstelle, die für die Glaubenspraxis besondere Bedeutung hat. Daraus wird unter anderem das Snake Handling (Hantieren mit Schlangen) abgeleitet, für das die Kirche bekannt ist.

## Anfänge innerhalb der Church of God
Der Gründer George W. Hensley, ein armer Subsistenzfarmer in dem abgelegenen Ort Owl Holler, Tennessee, war anfangs Mitglied der Baptistengemeinde, wurde dort allerdings ausgeschlossen. Seine Geburtsurkunde ist nicht bekannt, sein Geburtsjahr wird auf 1880/1882 geschätzt. Nach Angaben eines Sohnes aus der ersten Ehe habe Hensley vor seiner Bekehrung selbst Whiskey gebraut und sei auch im Gefängnis gewesen. Zeitlebens habe er mit Alkoholismus zu kämpfen gehabt. Gemeinsam mit einigen Nachbarn schloss er sich der Pfingstbewegung an.
Hensley war nicht der erste, der in einem religiösen Kontext Schlangen anfasste, aber er war es, der daraus eine Bewegung formte. Er selbst erzählte über die Anfänge Folgendes: Nachdem er Zeuge war, wie jemand eine Giftschlange in den Händen hielt, ohne Schaden zu nehmen, habe er sich gedrängt gefühlt, sein irdisches Leben aufs Spiel zu setzen, um das himmlische zu gewinnen. Er habe eine Bergwanderung in der Gegend von White Oak Mountain unternommen und dort eine große Klapperschlange entdeckt. Nach einem Gebet habe er sich auf das Reptil gestürzt und es mit bloßen Händen hochgehalten.
In einem Gottesdienst der Church of God in Grasshopper Valley, Tennessee, praktizierte Hensley zum ersten Mal das Snake Handling, und seit 1910 fühlte er eine Berufung zu predigen. Während Kirchenhistoriker sonst auf Interviews mit Hensley oder Personen aus seinem Umfeld zurückgreifen müssen, die erst Jahre später geführt wurden, hat man in diesem Fall eine Quelle. Hensley selbst war Analphabet, aber seine erste Frau Amanda konnte lesen und schreiben und füllte für ihn 1910 eine Predigterlaubnis aus. Sie war es auch, die in der Familie aus der Bibel vorlas, wodurch sich Hensley sein Bibelwissen aneignete.
Der Kirchenführer Ambrose J. Tomlinson lud Hensley, der zu diesem Zeitpunkt noch kein Mitglied der Church of God war, zu einer Predigt in Cleveland ein. Missgünstige Personen brachten eine Klapperschlange in einer Kiste mit in den Gottesdienst und forderten Hensley während seiner Predigt auf, in die Kiste zu greifen. Hensley tat es, ohne Schaden zu nehmen. Mehrere Gottesdienstbesucher probierten das Snake Handling gleich selbst aus, darunter Tomlinsons Tochter Iris.
1914 wiederholte sich die Szene auf einem Revival, einer missionarischen Veranstaltung der Kirche. Die Klapperschlange ging von Hand zu Hand, aber diesmal wurde ein leitendes Mitglied der Kirche gebissen. Im Vertrauen auf Gott verweigerte der Mann ärztliche Hilfe und erholte sich wieder. Dadurch fanden sich Nachahmer. Tomlinson sah in Hensleys zunehmender Anhängerschaft unter Predigern eine Konkurrenz.

## Gründung der Church of God with Signs Following
Das Hantieren mit Giftschlangen wurde 1928 von der Church of God verboten, nachdem ein Mitglied an einem Schlangenbiss fast gestorben wäre. Daraufhin gründete Hensleys Gruppe eine eigene Kirche, die Church of God with Signs Following. Hensley fand seine Anhängerschaft zunächst unter armen Farmern in den Appalachen, in den 1920er und 1930er Jahren breitete sich die Kirche nordwärts aus und hatte vor allem unter den Bergleuten in den Kohlenminen von Kentucky und West Virginia Zulauf.
In den 1930er und 1940er Jahren wurde das Snake Handling durch eine Reihe von Unglücksfällen und Prozessen der Öffentlichkeit bekannt, und die Reaktion der Zeitungsleser auf den „Schlangenkult“ war überwältigend negativ. Deshalb versuchte die Church of God, Hensleys Anhängerschaft den Gebrauch des Namens Church of God zu verbieten und exkommunizierte Mitglieder, die an deren Veranstaltungen teilnahmen. Pastoren der Church of God argumentierten, dass Jesus von einem versehentlichen Schlangenbiss gesprochen habe und nicht davon, sich dem Risiko von Schlangenbissen bewusst auszusetzen.
Nachdem der 32-jährige Lewis Ford, Mitglied der Dolley Pond Church of God with Signs Following, an einem Schlangenbiss gestorben war, gewann die Bewegung jedoch noch weiter an Zulauf. Bei Fords Beerdigung in Dolly Pond bei Birchwood, Tennessee, waren über 2000 Menschen zugegen, und während des dreistündigen Gottesdienstes wurden Giftschlangen herumgereicht.
Nach fünf Todesfällen wurde das Snake Handling 1947 vom Staat Tennessee verboten, was Hensley aber nicht davon abhielt, weiter Evangelisationen mit Schlangen zu veranstalten, die stark besucht waren. Er reiste viel herum und war insgesamt viermal verheiratet. Auch seine erste Frau Amanda praktizierte das Snake Handling. Sie blieb, nachdem ihr Mann sie verlassen hatte, mit fünf Kindern in Tennessee zurück, arbeitete in einer Strumpfwarenfabrik in Chattanooga und wurde nach ihrem Tod auf dem Friedhof in Dolly Pond begraben, bis zuletzt ein treues Mitglied der Church of God with Signs Following.
George Hensley wurde sehr oft beim Hantieren mit Schlangen gebissen. Am 24. Juli 1955 leitete er einen Gottesdienst in Lester’s Shed bei Altha und erhielt einen Schlangenbiss. Er lehnte ärztliche Behandlung ab und starb am folgenden Tag.

## Religiöses Leben
Theologisch vertrat George Hensley wie die meisten seiner Anhänger eine Mischung aus Calvinismus und Arminianismus.
Die Mitglieder der Church of God with Signs Following bemühen sich um die Heiligung ihres Alltags. Sie enthalten sich des Alkohols und des Tabaks und kleiden sich züchtig; für Frauen bedeutet das konkret: lange Haare, lange Kleider bzw. Röcke, keine kurzen Ärmel, kein Schmuck, kein Make-up. Sie sind überzeugt, dass Jesus Christus in Mk 16,17-18  verschiedene Zeichen zugesagt hat, die Menschen vollbringen können, die zum Glauben gekommen sind, nämlich:
1. Dämonen austreiben,
2. in fremden Zungen reden,
3. Schlangen anfassen,
4. Gift trinken,
5. Kranke durch Handauflegung heilen.

In anderen Pfingstkirchen sind diese fünf Zeichen ebenfalls wichtig, aber Nr. 3 und Nr. 4 werden symbolisch verstanden und nicht wörtlich. Hensley sah das Hantieren mit Giftschlangen als göttliches Gebot an; die Kirche war und ist in dieser Hinsicht gespalten, doch heute glaubt nur eine Minderheit, dass diese Praxis heilsnotwendig sei. Auch hier macht sich ein wortwörtliches Bibelverständnis bemerkbar: Jesus habe gesagt, seine Anhänger werden Schlangen anfassen bzw. Gift trinken – und nicht nur, sie können das tun. Indem Mitglieder der Kirche sich auf dieses Bibelwort verlassen, bekennen sie sich zur Irrtumslosigkeit der ganzen Bibel, und umgekehrt ist es für sie eine Abschwächung der Autorität der Bibel, Jesu Worte an dieser Stelle umzuinterpretieren. Dass es zu Schlangenbissen mit Todesfolge kommt, ist aus ihrer Sicht notwendig, um den Verdacht zu entkräften, die Schlangen seien gezähmt oder sonst wie ungefährlich gemacht worden. Auch habe Jesus nicht zugesagt, die Jünger vor allen Unfällen zu bewahren, sondern nur genau das: seine Jünger werden Schlangen anfassen (King James Version: “They shall take up serpents”).
Die Person, die das Ritual des Snake Handling durchführt, befindet sich in einer Art Trance. Auf dem Höhepunkt des Gottesdienstes, begleitet von anderen Phänomenen wie Zungenreden und Tanzen, findet die „Salbung mit dem Geist“ statt. Nur dann, im richtigen Moment, ist es nach Meinung der Mitglieder möglich, die Schlange hochzuheben. Den Schlangen wird dabei kein Leid zugefügt. Einige wenige Mitglieder der Kirche fühlten sich durch den gleichen Bibelvers dazu ermächtigt, Strychnin zu trinken; nach zwei Todesfällen verbot der Staat Tennessee 1975 auch diese Praxis.

## Gegenwart
Die American Civil Liberties Union verteidigt das Hantieren mit Giftschlangen im Zeichen der Religionsfreiheit.
Die Church of God with Signs Following hatte im Jahr 1997 in verschiedenen Ortsgemeinden insgesamt eine Mitgliederzahl von etwa 5000 Personen, von denen aber nur einige hundert das Snake Handling selbst praktizierten. Es gibt keine übergeordnete Organisation; die Ortskirchen, die sich heute als Church of God with Signs Following bezeichnen, haben keine Verbindung mehr zur Pfingstbewegung und zeigen die größte Ähnlichkeit zu nichtkonfessionellen Gruppen der Heiligungsbewegung. Die meisten Mitglieder sind über die Familientradition in diesen Glauben hineingewachsen. Da sie Konfessionen für unwichtig halten, besuchen viele Mitglieder (“sign followers”) auch Gottesdienste anderer Kirchen.